# Zeiringiet
Het mineraal zeiringiet is een zeldzaam fijn en fibreus calcium-carbonaat, met de chemische formule CaCO3. Het is een variant van aragoniet. Zeiringietkristallen zijn groen-wit tot felblauw en bevatten meestal koper en zink, afkomstig van stukjes aurichalciet die in het mineraal zitten.
Het mineraal is noch magnetisch, noch radioactief. Zeiringiet wordt nog maar zelden gevonden en het feit dat aragoniet ook als blauwe variant kan voorkomen is vrijwel onbekend.

## Naamgeving
De naam zeiringiet is afgeleid van de typelocatie Oberzeiring in Oostenrijk.

## Herkomst
Het mineraal wordt maar op enkele plaatsen ter wereld gevonden:
- De typelocatie: Oberzeiring in Oostenrijk
- Rond de stad Laurion in Griekenland
- Nabij Špania Dolina in Slowakije